# Macari Gómez Quibus
Macari Gómez Quibus (castellà: Macario Gómez Quibus)  (Reus, 8 de març de 1926 - Olesa de Montserrat, 20 de juliol de 2018) va ser un cartellista cinematogràfic, conegut artísticament com a Mac, resident a Olesa de Montserrat (Baix Llobregat) des dels anys 70. Els seus cartells es caracteritzen per la creativitat, l'inconformisme i l'harmonia. L'any 2013 va ser nomenat membre d'honor de l'Acadèmia del Cinema Català. La Generalitat de Catalunya li atorgà la Creu de Sant Jordi el 2014.

## Biografia
En MAC neix a Reus, lloc on s'havien traslladat els seus pares des de Fraga, on treballaven de pagesos. El 1928, el seu pare mor d'accident laboral i el 1931 és internat a la Casa de la Caritat de Reus. Allà és on començarà la seva inquietud pel dibuix.
El 1935 torna a casa i ingressa a l'Escola de Belles Arts de Reus, aleshores gratuïta. Però la seva estada allà va durar poc, ja que al cap de pocs mesos va esclatar la Guerra Civil espanyola.
Finalitzada la guerra, la situació és insostenible. Va a viure a Sant Julià de Boada, (Girona) amb el seu avi. Després d'uns cinc anys torna amb la seva mare, però aquest cop a Barcelona, on ella ha trobat feina en una porteria de la ciutat.
L'any 1946, amb vint anys, visita el Museu d'Art Modern de Barcelona queda impactat per l'obra de Marià Fortuny. Passa dies estudiant cada centímetre de les obres del pintor reusenc i això el decideix a reprendre els estudis a l'Escola de Belles Arts de Barcelona
La mediació de la germana, que treballava a casa de la família Castañé, farà possible que entri a treballar en l'estudi gràfic Estudio Domínguez, que s'encarrega de la decoració de les façanes dels cinemes que regenta aquesta família. Compagina la feina a l'estudi amb els encàrrecs de dibuixos a ploma –que fa de nit a casa seva– per fer anuncis de publicitat a la premsa.
L'any 1947 és cridat a files. La destinació militar és la mateixa ciutat de Barcelona, cosa que li permet continuar treballant en la feina de la promoció cinematogràfica.
Poc abans d'acabar el servei militar, la seva mare mor. És aleshores quan decideix centrar tots els seus esforços a aconseguir un treball que faci realitat els seus somnis. Comença a treballar en publicitat de tota classe compaginant-ho amb els encàrrecs del senyor Castañé.
L'any 1952 és contractat pel famós estudi de disseny publicitari de Martí Clavé i Picó, Esquema. Amb ells va realitzar el cartell d'Ivanhoe, i va ser felicitat per un alt executiu de la Metro-Goldwyn-Mayer.
Un cop casat, la distribuïdora Tandem Films, que inicia les seves activitats, s'instal·la en el mateix edifici on resideix el matrimoni. Pocs temps després, Macari rep l'encàrrec de fer tot el material publicitari de la temporada inaugural de la distribuïdora. Aquest treball es converteix en la seva millor targeta de presentació i l'any 1955 ja comença a signar les seves obres amb el nom de MAC.
La seva gran oportunitat li arriba de la mà de Paramount, amb la pel·lícula Els Deu Manaments estrenada el 1956. Se li encarrega fer el cartell més gran de la campanya, de tres fulls. L'èxit és descomunal. Tant és així, que també se li encarrega una dotzena d'originals a ploma de diferents continguts i mides. El mateix Charlton Heston va mostrar la seva admiració i es va interessar per conèixer-lo personalment. Es van trobar a Madrid l'any 1959 i Macari li va regalar un retrat especial del Moisès de la pel·lícula. L'actor va tenir penjat el quadre al seu despatx i tothom que el veia en quedava enamorat.
A Espanya, tant Pepe Isbert com Sara Montiel van ser admiradors de Macari, així com Stanley Kramer, Salvador Dalí, Marlon Brando, George Lucas, Sophia Loren, Jayne Mansfield, entre d'altres. Kirk Douglas va declarar ser un bon admirador de Mac, motiu pel qual tenia a la seva col·lecció particular l'original de la pel·lícula Posse, western estrenat el 1975.

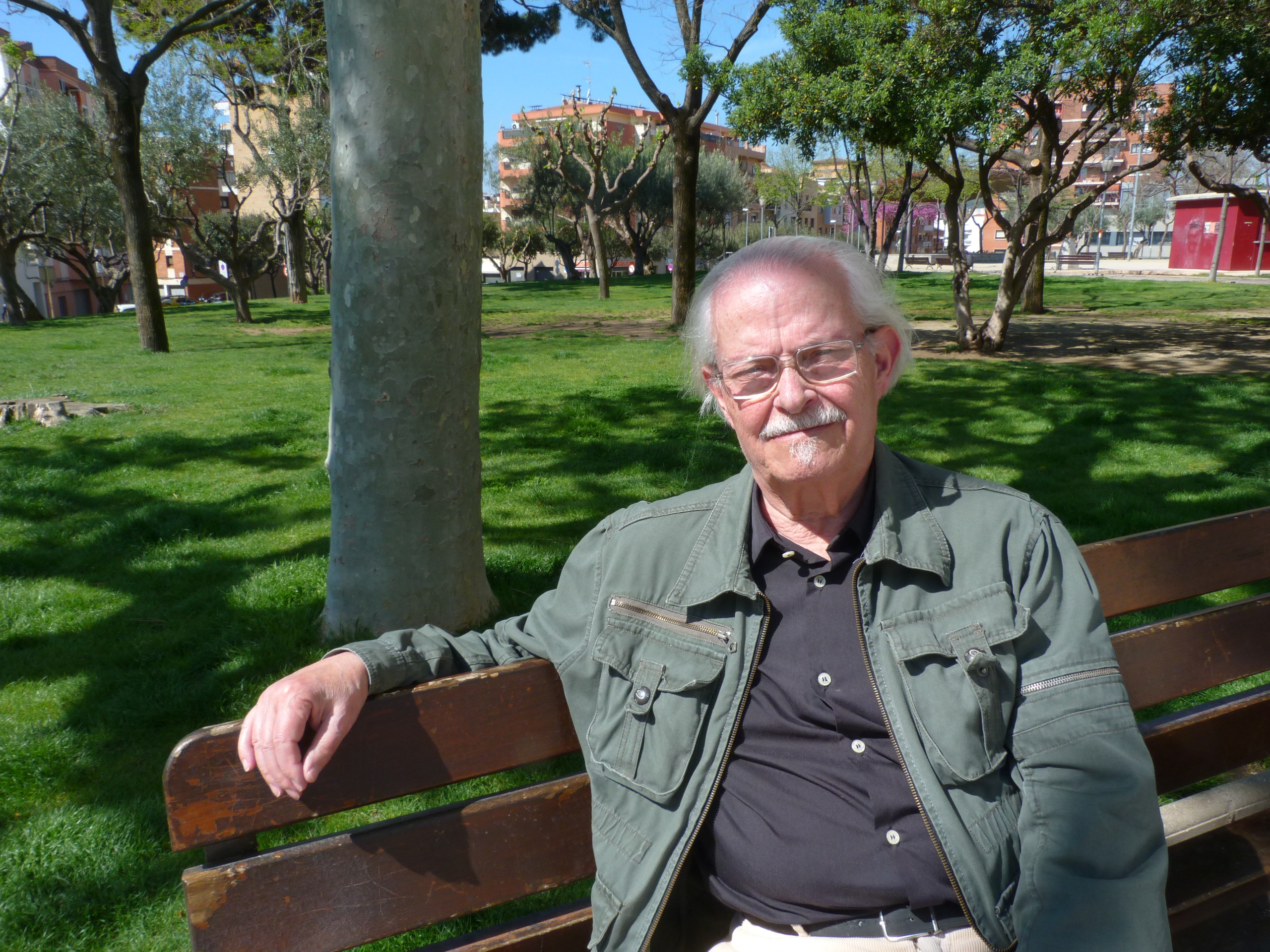
Al Parc Municipal d'Olesa de Montserrat. Abril de 2014

Durant els anys 60 i 70 MAC no va parar ni un moment: treballava en cartells tant d'estrenes com de reposicions, i feia noves versions de cartells que ja havia fet. Era un artista independent i agafava encàrrecs de totes les distribuïdores americanes del moment
En aquells anys va rebre ofertes per anar a treballar als Estats Units i París, tot i així va escollir quedar-se amb la família, a la considerava font d'inspiració creativa.
A la dècada de 1980, va arribar el vídeo i, amb ell, una crisi a les sales de cinema que va fer replantejar el disseny dels cartells cap a solucions més fàcils i econòmiques. Els cartellistes ja no estaven tan sol·licitats i es feia servir la fotografia com a objecte del cartell. MAC va acabar la seva carrera creant caràtules per a vídeos, sobretot per a les distribuïdores Video Technics i Embassy, però, tot i que el format era molt més petit, la qualitat i mestria van accentuar-se, i va arribar a crear autèntiques joies. El seu últim cartell va ser el de la pel·lícula El placer de matar, de l'any 1988.

## Obres
MAC ha estat reconegut al seu país com l'últim gran cartellista. Més de 4.000 creacions, entre cartells, guies, plomes de premsa i caràtules de vídeo, testimonien els seus grans dots artístics, que van merèixer el reconeixement a Hollywood. Alguns dels seus cartells més destacats són: Ivanhoe (1952), Moulin Rouge (1953), The Seven Year Itch (1955), Mentre Nova York dorm (1956), Els Deu Manaments (1956), El zurdo (1958), La mòmia (1959), Carmen, La de Ronda (1959), El Cid (1961), Pecado de amor (1961), Des de Rússia amb amor (1963), El verdugo (1963), Per qualche dollaro in più (1965), Doctor Givago (1965), The Front Page (1974), Lucky Luciano (1974) o Posse (1975).

## Premis

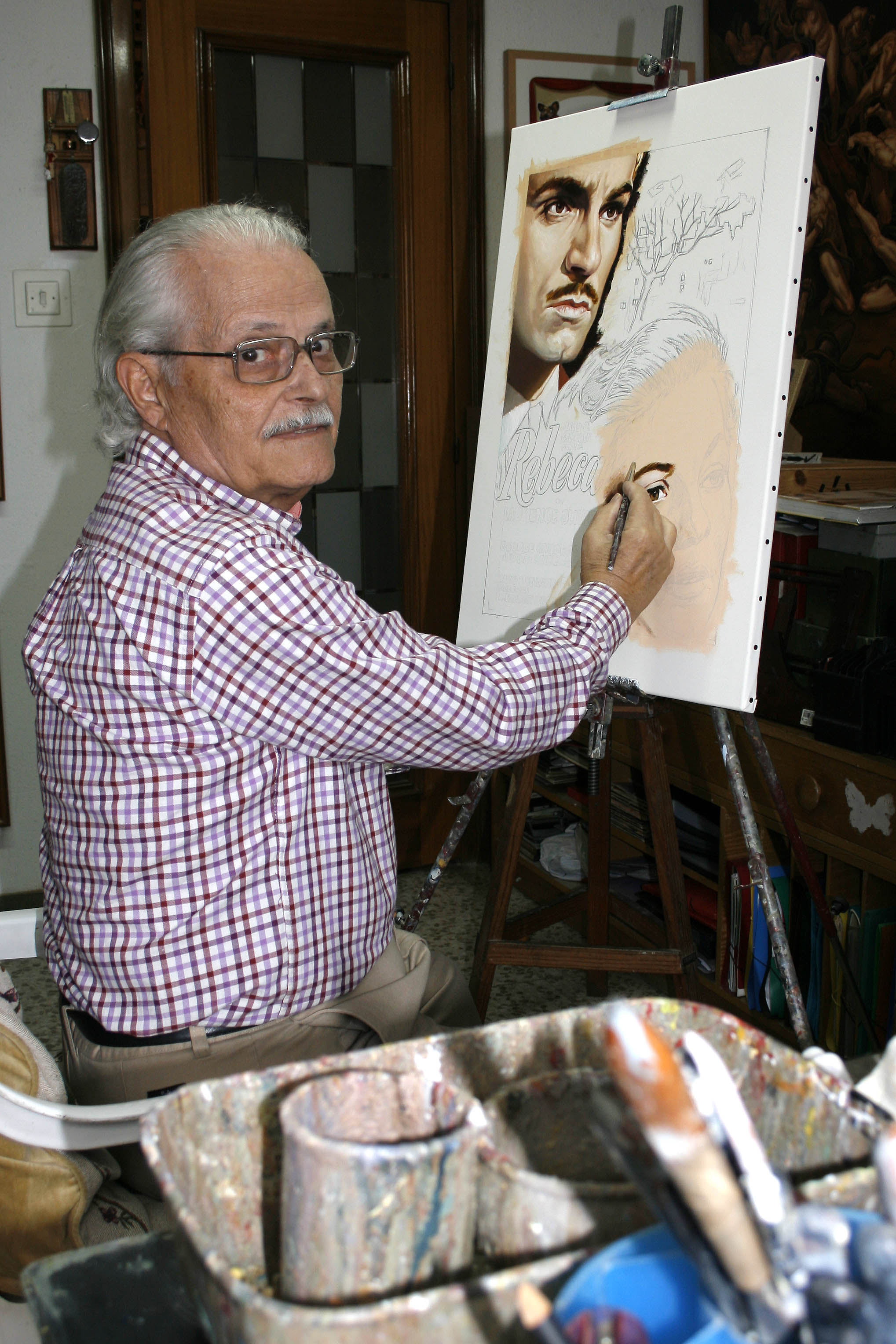
Macari al seu estudi. Octubre de 2007

MAC ha rebut, en els darrers anys, diversos premis i reconeixements a la seva carrera: Premi a la Germandat de Cinema de Barcelona, Guardó i homenatge a la Mostra de Curtmetratges d'Olesa de Montserrat i Premi Sant Jordi de Cinematografia atorgat per RNE. La seva obra ha estat objecte de diverses exposicions, entre les quals destaca la que li va dedicar la Filmoteca Nacional a Madrid. En el Festival Internacional de Cinema Fantàstic de Sitges de l'any 2012, s'estrena el curtmetratge Un chico de portada, dirigit per David Muñoz, que fa un recorregut per la seva vida artística, explicada pel mateix MAC. El 2013 va ser nomenat membre d'honor de l'Acadèmia del Cinema Català i el 2014 Creu de Sant Jordi